# Delores P. Aldridge
Delores P. Aldridge (* 8. Juni 1941 in Tampa) ist eine US-amerikanische Soziologin und emeritierte Professorin  für Soziologie und African American Studies an der Emory University. Sie war das erste afroamerikanische weibliche Fakultätsmitglied an der Emory University, wo sie 1971 zur Gründungsdirektorin des ersten Studiengangs für Black Studies in den südlichen USA wurde, den sie bis 1990 leitete.
Nach einem Bachelor-Examen in Soziologie am Clark College in Atlanta und einem Master-Abschluss in Sozialarbeit sowie Zusatzstudien der Kinderpsychologie am University College Dublin und Familientherapie an der University of Montreal wurde sie 1971 an der Purdue University im Fach Soziologie promoviert. Danach begann sie ihre Tätigkeit an der Emory University und studierte zusätzlich afrikanische Kunst und Politik an der Universität von Ghana in Legon.
Aldridge gilt als Wegbereiterin der afroamerikanischen Studien. Die Emory University würdigte ihre Verdienste 1992 mit der Verleihung des Thomas Jefferson Award.

## Schriften (Auswahl)
- Imagine a world. Pioneering black women sociologists. University Press of America, Lanham 2009, ISBN 	978-0-76184-004-6.
- Our last hope. Black male-female relationships in change. Ind. AuthorHouse, Bloomington 2008, ISBN 	978-1-43434-285-0.
- Mit E. Lincoln James: Africana studies. Philosophical perspectives and theoretical paradigms. Washington State University Press, Pullman 2007, ISBN 978-0-87422-294-4.
- Mit Carlene Young: Out of the revolution. The development of Africana studies. Lexington, Oxford/Lanham 2004, ISBN 978-0-73910-547-4.
- Focusing: Black male-female relationships. 2. Auflage, Third World Press, Chicago 1995, ISBN 978-0-88378-140-1.